# Tarquin Fin-tim-lin-bin-whin-bim-lim-bus-stop-F'tang-F'tang-Olé-Biscuitbarrel
Tarquin Fin-tim-lin-bin-whin-bim-lim-bus-stop-F'tang-F'tang-Olé-Biscuitbarrel fue el nombre legal y oficial de un candidato al Parlamento del Reino Unido en las elecciones celebradas en 1981 para suplir una vacante por fallecimiento.
El 1 de octubre de 1981 murió Sir Graham Page, miembro del Parlamento del Reino Unido perteneciente al grupo conservador, dejando vacante su escaño. Siguiendo con la normativa electoral del Reino Unido se procedió a unas elecciones parciales, con la finalidad de elegir al sustituto de Sir Graham Page en el cargo. Las elecciones se llevarían a cabo el 26 de noviembre de ese año.
Se presentaron nueve candidatos, incluyendo a John Desmond Lewis, estudiante de 22 años de edad de Hayes, en Middlesex.
Lewis, fundador y líder de la Cambridge University Raving Loony Society (CURLS), y que más tarde se uniría a la Official Monster Raving Loony Party, cambió oficialmente su nombre mediante un acta de cambio de nombre (legal en el Reino Unido) al de Tarquin Fin-tim-lin-bin-whin-bim-lim-bus-stop-F'tang-F'tang-Olé-Biscuitbarrel, que coincidía con el de uno de los personajes de la popular serie Monty Python's Flying Circus, emitida por el canal de televisión BBC. En el sketch "Election Night Special" el personaje con ese nombre se presenta a las elecciones locales como candidato del "Silly Party" (en español "Partido Tonto").
Cuando se publicaron los resultados, Lewis (al que se refirieron oficialmente como "Mr Tarquin Biscuit-Barrel") quedó quinto, con 223 votos. Quedó por encima de otros cuatro candidatos, uno de los cuales era John Kennedy, estudiante que había sido suspendido de la Universidad de Middlesex tras una protesta exigiendo mejoras en la enfermería. Kennedy había intentado evitar que Lewis se presentara mediante la impugnación de su candidatura.
Kennedy recibió 31 votos, empatando en el último lugar con Donald Potter, del "Partido Humanitario" y fundador del club "Lonely Hearts". La elección la ganó Shirley Williams, del partido socialdemócrata, con 28 118 votos (49% del total), logrando desbancar a una mayoría conservadora que en las anteriores elecciones había obtenido 19 272 votos.